# Геодезична засічка
Геодези́чна за́січка (рос.геодезическая засечка, англ. geodesic locating, нім. geodätisch Einschnitt m) — спосіб визначення координат окремих пунктів за необхідним числом виміряних кутових і лінійних величин.
Розрізняють геодезичні засічки:
- пряму,
- бічну,
- зворотну (задача Потенота),
- зворотну за двома даними пунктами і допоміжній точці (задача Ганзена),
- полярну лінійно-кутову,
- полярну за горизонтальним і вертикальним кутами,
- лінійну за двома вертикальними кутами,
- просторову лінійну й ін.

Основними елементами обчислення засічок є: рівняння трикутника й обчислення координат (задача геодезична пряма).
У деяких випадках (задача Ганзена) застосовується умовна система координат і перехід потім до загальноприйнятої.
У маркшейдерській практиці всі обчислення ведуться на площині.